# Едвард Шилс
Едвард Шилс (енгл. Edward Shils; 1. јул 1910, Чикаго - 23. јануар 1995, Чикаго) је био утицајан социолог, уважени професор у Комитету за друштвене мисли и предавао је социологију на Универзитету у Чикагу. Познат је по свом истраживању о улози интелектуалаца и њиховог односа према власти и јавној политици . Његов рад је награђен 1983. године, када је примио Балзан награду . Године 1979. изабран је од стране Националног савета друштвених наука и примио је највише признање дато од стране америчке федералне владе за призната интелектуална достигнућа у друштвеним наукама.

## Образовање
Шилс је предавао социологију и друштвену мисао иако није имао формалну диплому у тим областима . Његова диплома , са Универзитета у Пенсилванији , била је на француском језику. Он је стекао пажњу Луиса Вирта, признатог социолога на Универзитету у Чикагу , који је запослио Шилса као асистента . Након тога , Шилс је постао признат као изузетан учитељ у области социологије . Сматра се да је импресивно његово знање о књижевности бројних култура и поља . Предавао је социологију , социјалну филозофију , енглеску књижевност, историју кинеске науке и друге предмете.

## Каријера
Био је специјалиста у делима Макса Вебера, такође је превео и дела социолога Карла Манхајма на енглески језик. Служио је у британској војсци и америчкој стратешкој служби током Другог светског рата. По повратку у Чикаго, именован је за ванредног професора 1947. године, а касније 1971. године добија назив истакнутог професора.
Дуги низ година, Шилс је одржавао заједничке састанке у Чикагу и на другим универзитетима. Он је био: читалац социологије у економској школи у Лондону од 1946. до 1950. године; сарадник на Краљевском колеџу, Кембриџ од 1961. до 1970.; сарадник Питерхауса, Кембриџ од 1970. до 1978. године; и почасни професор социјалне антропологије на Универзитету у Лондону од 1971. до 1977. Године. Именован је за почасног сарадника у економској школи у Лондону 1972. и за почасног сарадника Питерхауса 1979. Он је такође био професор на Универзитету у Лајдену од 1976. до 1977. године.
Он је покушао да премости истраживачке традиције немачке и америчке социологије. У Чикагу је привукао водеће европске научнике да предају на Универзитету, укључујући и Арналда Момиглиана, Ремона Арона и Мајкла Левиа, између осталих. Професор Шилс је био члан Америчке академије наука и уметности и Америчког филозофског друштва.

## Приватан живот
Умро је у јануару 1995. године, а опстао је захваљујући сину Адаму Шилсу, његовој жени Кери Шилс, унуку Сему Шилсу, нећаку Едвард Бенџамин Шилсу и професорима на Универзитету у Пенсилванији. Велика фотографија Шилса налази се у читаоници на Универзитету у Чикагу.